# Green Island (Queensland)
Green Island (che si chiamava originalmente Dabuukji) è un'isola corallina situata nel mar dei Coralli a nord del promontorio di Cape Grafton nella regione di Cairns nel Queensland (Australia). Si trova a nord-est della città di Cairns da cui dista 27 km; sull'isola c'è un resort di lusso.

## Geografia
Green Island è circondata dalla barriera corallina e protetta in parco nazionale (Green Island National Park); si trova all'interno della Parco marino della Grande barriera corallina. L'isola è coperta dalla foresta tropicale e ha una superficie di 0,12 km².

### Fauna
Green Island ospita 35 specie di uccelli marini e 28 specie di uccelli della foresta. Si può vedere il falco pescatore, l'aquila di mare, ardeidi e sterne vicino alla riva. Sull'isola c'è il rallo bandecamoscio, la tortora smeraldina comune, la colomba frugivora corona rosa, occhialino dorsogrigio, l'artamo pettobianco e il cucal fagiano. Il piccione imperiale bianconero, che migra d'estate dalla Nuova Guinea, nidifica sull'isola. Anche l'occhione maggiore australiano (specie a rischio) visita l'isola. Numerose sono le farfalle e c'è una piccola colonia di volpe volante dagli occhiali.

## Storia
L'isola e la barriera corallina fanno parte del tradizionale stato marino degli aborigeni Guru-Gulu Gungandji. Essi conoscono l'isola come Wunyami (luogo degli spiriti). Oggi il popolo Guru-Gulu Gungandji mantiene uno stretto legame con l'isola.
Mentre esplorava la costa orientale dell'Australia nel 1770, James Cook annotò sulla sua carta geografica «un'isola verde bassa e boscosa»... denominando l'isola in onore di Charles Green astronomo della sua nave, la HMS Endeavour.